# Самоубийство (роман)
«Самоубийство» — исторический роман русского писателя-эмигранта Марка Алданова, впервые изданный в 1956—1957 годах. Один из его главных героев — Владимир Ленин.

## Сюжет
Действие романа начинается со II съезда РСДРП, прошедшего в 1903 году, и заканчивается смертью Владимира Ленина в 1924 году. Ленин стал главным героем книги. Наряду с ним здесь действуют другие исторические персонажи (кайзер Вильгельм II, император Франц-Иосиф, Сергей Витте и др.), а также вымышленные герои. Название романа связано с самоубийством Саввы Морозова и ещё двух персонажей, супругов Ласточкиных; для Алданова это прообраз гибели всей русской интеллигенции из-за революционных событий.

## Публикация и значение
Роман публиковался в нью-йоркской газете «Новое русское слово» с 11 декабря 1956 по 2 мая 1957 года. Алданов умер 25 февраля 1957 года, не дождавшись окончания публикации; таким образом, «Самоубийство» стало последним его романом. В 1958 году в Нью-Йорке вышло первое книжное издание, а на родине писателя роман был опубликован только в 1991 году, в составе шеститомного собрания сочинений.
«Самоубийство» стало первым произведением в литературе русской эмиграции, где одним из центральных героев стал Ленин. Создавая этот образ, Алданов разрушал стереотипы, сложившиеся в советской литературе, и явным образом полемизировал с Никитой Хрущёвым, назвавшим сталинизм случайным извращением ленинской идеологии: по мнению писателя, основы будущего тоталитаризма были заложены уже в 1917 году.
Георгий Адамович в предисловии к первому книжному изданию романа оценил его очень высоко: он пишет о «живом дыхании», об убедительности и своеобразии повествовательной манеры. По мнению литературоведа Андрея Чернышёва, изображённые в «Самоубийстве» супруги Ласточкины — самые обаятельные из героев Марка Алданова.